# Batería inercial

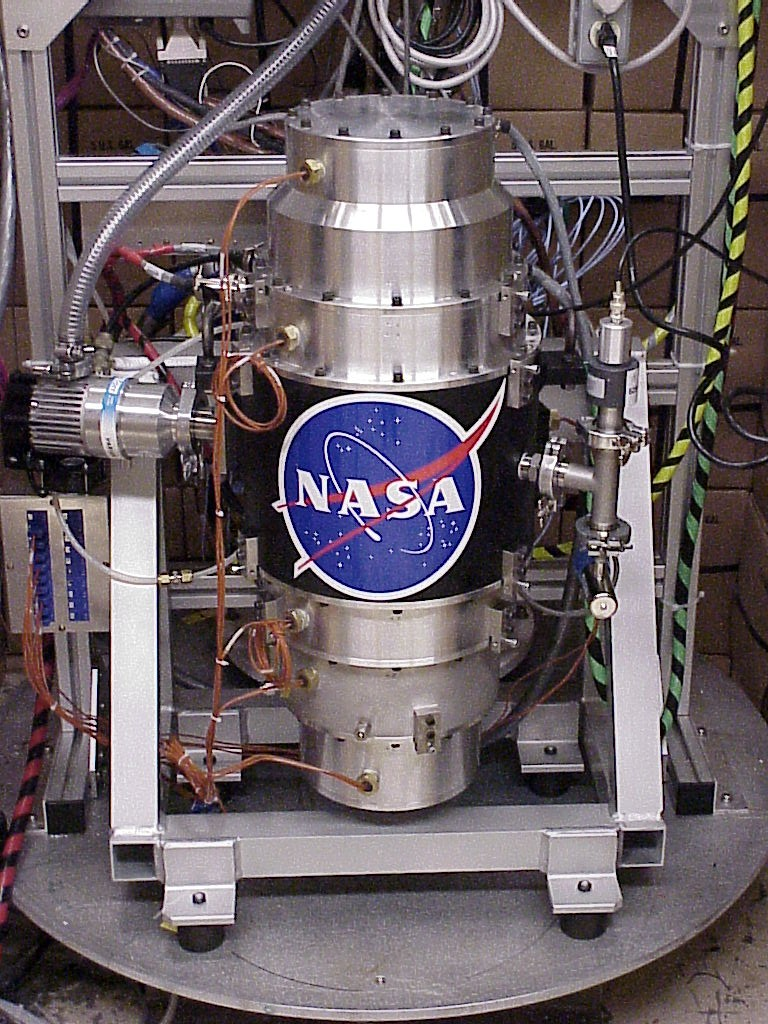
Batería inercial G2 de la NASA.

Una batería inercial (también denominada batería de rotor, batería de volante o batería giróscopica) es un almacenamiento de energía que almacena energía, en forma de energía cinética, utilizando para ello un volante de inercia. 
Con base en este principio se ha diseñado un sistema que:
- almacena mucha energía utilizando un disco con mucha masa, de gran diámetro o que gira a gran velocidad.
- no pierde su energía con rapidez, se consigue eliminando los rozamientos. Para reducir la fricción se utilizan cojinetes magnéticos, que evitaban todo contacto, y se hace el vacío en la cámara que contiene el disco.

El material más adecuado para fabricar el disco es la fibra de carbono. Aunque tiene menor densidad que el acero, es más resistente y puede girar a mayor velocidad, hasta 100.000 rpm.
Sólo falta que un eje o motor eléctrico acelere el disco para cargarlo de energía y lo decelere para hacerle devolver su energía.
Este sistema es muy útil para vehículos, ya que puede suministrar una gran cantidad de potencia en aceleraciones, y absorberla también de manera casi instantánea, en frenadas o retenciones. Tampoco tienen efecto memoria y almacenan mucha más energía en relación con su peso, comparado con las baterías químicas.
Una batería inercial almacena energía con base en el principio de masa giratoria. La batería inercial un dispositivo de almacenamiento mecánico que emula el almacenamiento de energía eléctrica al convertirlo en energía mecánica. La energía en una batería inercial se almacena en forma de energía cinética rotacional. La energía de entrada generalmente se extrae de una fuente eléctrica que proviene del sistema eléctrico o de cualquier otra fuente de energía eléctrica. La batería inercial se acelera a medida que almacena energía y se ralentiza cuando se está descargando, para entregar la energía acumulada. La energía almacenada en una batería inercial está determinada por la forma y el material del rotor. Es linealmente proporcional al momento de inercia y al cuadrado de su velocidad angular.
Las baterías inerciales son duraderas y pueden realizar una gran cantidad de ciclos. Los materiales utilizados en las baterías inerciales han sido perfeccionados por muchos años y permiten una vida útil de diseño superior a un millón de ciclos. Actualmente, los módulos individuales desplegados varían en capacidad de energía desde una fracción de kilovatio-hora hasta cientos de kilovatios-hora. Las baterías inerciales generalmente se implementan para aplicaciones de alta potencia como el arranque tras un apagón o la compensación repentina de potencia tras una variación considerable
Un problema de este sistema es el efecto giroscópico que produce un disco girando a altas revoluciones. Para paliarlo se prevé utilizar dos discos girando uno en sentido contrario al otro.